# Albero della cuccagna

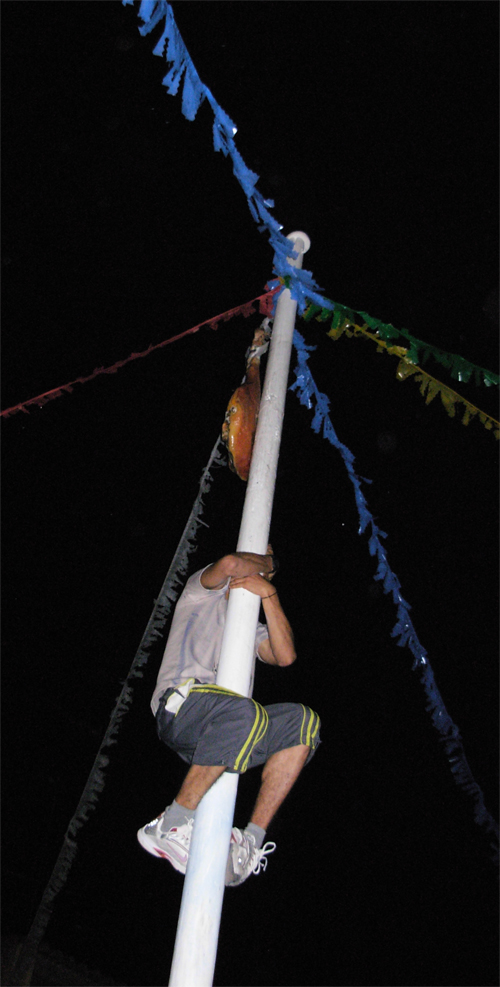
Albero della cuccagna in Spagna

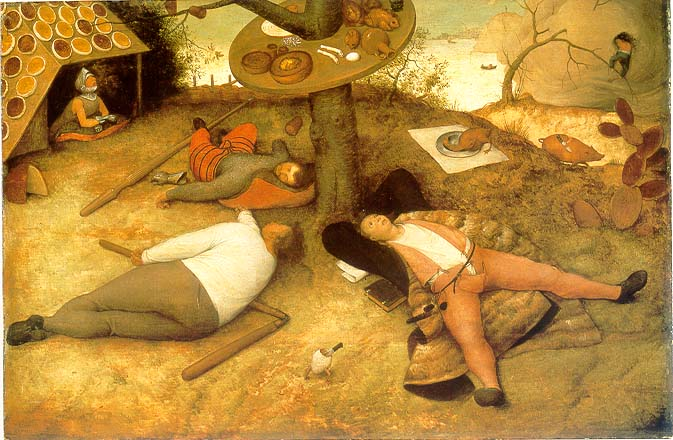
Brueghel il Vecchio, il paese di Cuccagna (particolare)

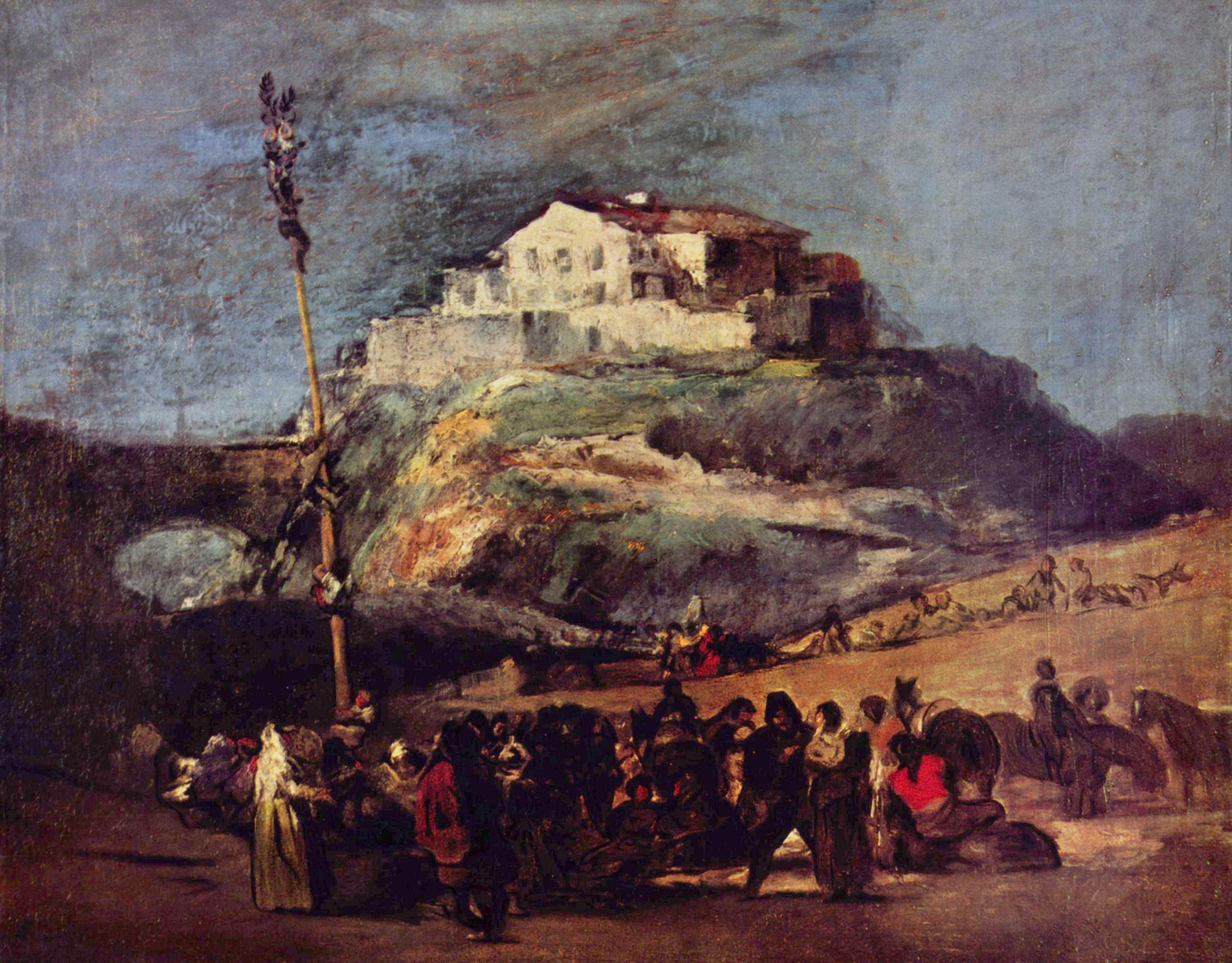
Goya, l'albero della Cuccagna

L'albero della cuccagna è un gioco della tradizione popolare i cui partecipanti devono cercare di prendere dei premi, di norma generi alimentari, posti in cima ad un palo. Solitamente il palo viene ricoperto di grasso o altra sostanza che rende difficile l'arrampicata da parte dei concorrenti. Ad oggi viene considerato uno sport, ed è ufficialmente riconosciuto dal Coni. Ogni anno infatti si disputano 2 campionati nazionali: uno diviso in 2 categorie: palo A (13 metri), e palo B (9 metri) organizzato dalla Associazione Italiana Palo della Cuccagna (AIPC), e uno organizzato dalla Associazione Acrobati della Cuccagna. 

## Origini
L'antropologo James Frazer ne colloca l'origine nei culti arborei diffusi in tutta Europa, in virtù del potere benefico contenuto nello spirito dell'albero, che si pensava potesse elargire magicamente doni e fortuna. In particolare l'albero della cuccagna deriverebbe, secondo Frazer, da una forma particolare degli alberi di maggio, quando veniva sfrondato, lasciando solo la sommità scoperta alla quale venivano attaccate cibarie varie, che si tentava di prendere con fatica.

## Il nome
L'albero della cuccagna sembra essere quanto resta dell'arcaico albero sacro di maggio, spogliato di ogni magia e di ogni significato sacrale, e ridotto a gioco nel quale i giovani andavano alla conquista di cibarie varie.
All'origine del termine cuccagna c'è il provenzale cocanha che deriva dal gotico *kōka ‘torta’ (tedesco Kuchen).
Nelle varie lingue il Paese di Cuccagna, considerato il posto del benessere per antonomasia, assume vari nomi:
- in Francia, con nome di origine occitana, si chiama Cocagne;
- in Gran Bretagna Cockaigne, forse calcato sul francese;
- in Spagna, Cucaña;
- in Italia, è il paese di Cuccagna;
- a Malta, Kukkanja;
- in Catalogna, Cucanya.

## In Italia

### Nord Italia
Ancora oggi in molte feste di paese della provincia di Verona (come San Zeno di Colognola ai Colli, Santa Maria di Zevio, Bure di Valpolicella, Lugagnano, Villafranca di Verona, Santa Viola, Alpo, ultimamente anche Isolalta e Castel d'Azzano), della provincia di Treviso (come Revine, Borso del Grappa, Semonzo, Crespano del Grappa, San Zenone degli Ezzelini), della Provincia di Vicenza (come Romano d'Ezzelino, Cassola, Mussolente) e in altri paesi del nord Italia (soprattutto in Lombardia, Veneto, Emilia-Romagna e Friuli), in Trentino durante la sagra della quarta domenica di agosto (sagra dei Mozac) a Lenzumo di Ledro, l'albero della Cuccagna non può mancare. Vi partecipano solitamente squadre di paese e altre squadre più forti, di livello nazionale, che solitamente fanno il giro di tutte le feste dov'è piantato un palo. Come premi non ci sono più come una volta cibi e vino, ma coppe e molto spesso anche soldi, per invogliare i giovani a mantenere questa tradizione.
Tra le squadre più forti a livello nazionale troviamo il Rosengarden di Bergamo, campioni italiani 2015, le Iene di Novara, i Lariani di Como, le Lariane altrettante di Como, tra l'altro squadra tutta al femminile, i Ghett di Colloro (VB), gli Albenzaröi di Albenza (BG), la Serenissima di Venezia, campioni italiani 2016-17-18-19-23, le Ridomacado, costola femminile delle Serenissima, i Campagnoli di Verona, campioni italiani 2015, le Startacà, squadra femminile anch'essa proveniente da Santa Maria di Zevio, provincia di Verona. I Sugaman di Ferrara, i Malmessi di Lonato del Garda (Brescia), le Vipere di Melara (Rovigo), gli Strà Ferà di Parabiago (Milano), Le vespe furiose (Calvisano bs), i Gatti Randagi di Calvisano (Brescia), Le Gatte Randage di Isorella (Brescia), gli Acrobati della cuccagna di Bergamo. Inoltre da quest'anno sono presenti ben 3 squadre provenienti dalla Puglia, precisamenteda Lecce: gli Warriors di Bagnolo, i Cocumolesi DOCG di Cocumola e Madonna San Fili, di Monteroni. Queste ultime 3 squadre nate e cresciute grazie a questa grande associazione, l'AIPC. Ogni anno l'associazione italiana palo della cuccagna, organizza il Campionato Italiano dove si danno sfida quasi tutte le squadre citate. Questo è il sito ufficiale dell'associazione aipcpalodellacuccagna.it che annualmente organizza l'evento. Inoltre nel 2024 l'AIPC si è resa protagonista nell'organizzazione della sfida dell'albero della cuccagna allo Show dei Record, condotto da Gerry Scotti, in onda su canale 5.
Esiste tuttavia una variante: sia nel porto di Lazise sul Lago di Garda (noto come Cuccagna del Cadenon) che a Brivio - in provincia di Lecco - sul fiume Adda, nonché sul Lago di Monate nell'omonima località (la prima domenica di agosto in occasione della festa patronale della Madonna della Neve) - in provincia di Varese -, un'antica tradizione ha imposto che il palo sia posto orizzontalmente sulle acque che bagnano il paese. Il palo è abbondantemente cosparso di grasso per tutta la sua lunghezza ed i concorrenti devono cercare di agguantare la bandierina posta sulla sua sommità camminandovi o scivolandovi sopra con i piedi. Ogni tipo di ausilio è espressamente vietato.
Anche a Camino al Tagliamento, in provincia di Udine, i primi di giugno, durante la festa paesana del vino e del toro, è tradizione fare la cuccagna orizzontale sul fiume Varmo. Il palo è cosparso di grasso e i concorrenti devono percorrerlo per tutta la lunghezza, in fondo devono fare un tuffo, nelle acque gelide, di 2 metri per prendere le 2 bottiglie poste come premio.
A Marano Lagunare - provincia di Udine - la cuccagna si svolge la terza domenica di giugno in occasione dei festeggiamenti per la festa de San Vio. I concorrenti si sfidano per la conquista di un bandierina posta alla sommità del palo inclinato cosparso di grasso, lungo circa 9 metri e montato su di un palco in legno sistemato lungo il canale principale del porto.
Una variante simile si svolge anche a Cesenatico dove il palo della cuccagna viene posizionato inclinato lungo il portocanale nel punto in cui finiva il vecchio porto. I partecipanti quindi, oltre ad avere la difficoltà di dover camminare sul grasso, devono anche vincere l'inclinazione del palo (circa 30º). Unico aiuto un pugno di sabbia da lanciare di volta in volta sul grasso per aiutarsi ad avanzare.
Nella località romagnola di Marina Romea, presso il Circolo Nautico, si svolge in occasione del torneo Centathlon un campionato di Palo della Cuccagna a gironi. Il palo misura 14 metri di lunghezza per 35 cm di diametro e, come a Cesenatico, è inclinato sulla scenografica foce del fiume Lamone tra i vascelli del circolo nautico.
Un'ulteriore variante si ha per un paese in provincia di Pordenone, San Quirino e per un altro in provincia di Milano, Albignano d'Adda: qui il premio sono degli animali appesi ad un'altezza di circa 10 metri. In questo caso i giovani che nell'anno solare compiono la maggiore età, cosiddetti “coscritti”, prima portano in processione la statua della Madonna e poi scalano il palo ingrassato salendo gli uni sulle spalle degli altri (circa 5 persone per la scalata verticale completa). Qualche giorno dopo gli animali vengono mangiati dagli stessi ragazzi in una cena.
In altri paesetti di campagna (come ad esempio a Gagliano, in provincia di Udine) la conquista dell'albero della cuccagna viene fatto da alcuni giovani che prima allietano la festa del locale patrono (detta pardon dal Rosari) con una esilarante scenetta comica.
In Alto Adige esiste una tradizione del tutto simile, il Kirchtagsmichl, dove al di sopra dell'albero della cuccagna viene issato un pupazzo: il Michl.

### Centro Italia
Anche in Umbria, ed in particolare a Gubbio resiste la tradizione della cuccagna, infatti nel più bel quartiere medioevale della città, San Martino, in occasione della festa del Santo, l'11 novembre di ogni anno, oltre a gustose tradizioni culinarie locali, (la robba cotta, cotiche e fagioli, polenta e salsicce. castagne e vino) si svolge ormai da sempre la festa dell'albero della cuccagna, tradizione secolare del quartiere che conclude la festa al suono della banda cittadina. Negli ultimi anni, grazie al Priore del quartiere Ulisse Fata e a tutti i componenti del Consiglio si è arrivati anche alla partecipazione di 9-10 squadre. Nell'ultimo ventennio, c'è stato il predominio della squadra di San Martino in Colle (scherzosamente chiamati "i cugini di campagna"), ma soprattutto la squadra di Villamagna che vince ininterrottamente dal 1998.
A Castel Giorgio, in provincia di Terni, si svolge la manifestazione dell'Antica Tradizione del Maggio, ogni anno l'11 e il 12 maggio. Qui l'albero della cuccagna (ripulito della corteccia) varia intorno ai 20 metri. La festa si articola in 3 fasi. Il pomeriggio dell'11 avviene il trasporto dell'albero per le vie del paese accompagnato da un Corteo storico che rievoca il contesto in cui nacque questa tradizione. La seconda fase riguarda l'"Arzata". L'albero viene issato con forche e funi fino a raggiungere la posizione verticale. La terza fase si svolge nella mattinata del 12 maggio, un "ranchino" cerca di scalare l'albero, aiutandosi con il vischio (resina aggrappante), fino a raggiungere la cima e ricevere premi in cibo e denaro.

### Sud Italia
A Gallipoli, in provincia di Lecce, il 24 luglio è tradizione fare la cuccagna a mare in onore della co-patrona della città Santa Cristina. Il gioco della cuccagna è un gioco di destrezza e di forza con l'unico, ma non facile, obiettivo di riuscire a giungere per primi in cima ad un palo e prendere il premio posto sulla sua sommità. Il palo viene unto di grasso in gran quantità per cui i partecipanti al gioco non hanno nessun appiglio né possono aggrapparsi agevolmente al tronco per riuscire a tirarsi con poca fatica.
Anche a Noci, in provincia di Bari, durante i festeggiamenti dedicati a San Giovanni Battista il 24 giugno, si conquistano i premi culinari presenti sull'albero della cuccagna.
A Maruggio, in provincia di Taranto, il gioco della cuccagna viene eseguito la sera del 24 dicembre nella piazza principale del paese e rappresenta una delle gare tra i due rioni del paese, Chiesa e Convento.
Nel piccolo paese di Martone, in provincia di Reggio Calabria, si svolge il secondo sabato di agosto un evento denominato "ntinna" e legato ai festeggiamenti in onore del Santo locale. Nell'albero di faggio che misura da 25 a 30 metri vengono appesi prodotti tipici calabresi e negli ultimi anni arrampicatori provenienti da tutta Italia si cimentano nella scalata.
Anche in alcuni paesi della Murgia Settentrionale (Canosa, Minervino, Spinazzola) il palo della Cuccagna si svolgeva in concomitanza dei santi Patroni.
Anche sul Gargano a Monte Sant'Angelo in provincia di Foggia, quest'evento ormai fa parte della tradizione popolare da diversi anni e si svolge in occasione della festività di San Antonio di Padova. Il palo è impregnato di grasso liquido e in cima sono appesi i prodotti tipici del posto come caciocavallo podolico, pane e salumi.
A Nocera Inferiore, specificamente nel rione del Casale Nuovo, vi si svolge ogni Primo Maggio la variante palo B, detta Palo 'e sapone, dove squadre di sfidanti dei quartieri della città campana devono aggiudicarsi una serie di prodotti tipici in cima all'albero cosparso di cera e sapone.